# Association pour une infrastructure de l'information libre
Pour les articles homonymes, voir FFII.
L'Association pour une infrastructure informationnelle libre ou FFII (Foundation for a Free Information Infrastructure en anglais et Förderverein für eine Freie Informationelle Infrastruktur e.V. en allemand) est une association à but non lucratif enregistrée à Munich, ayant pour objet de promouvoir les savoirs dans le domaine du traitement des données. La FFII soutient le développement de biens informationnels publics fondés sur les droits d'auteur, la libre concurrence et les standards ouverts. Plus de 1 000 membres, 3 500 sociétés et 100 000 sympathisants ont chargé la FFII de représenter leurs intérêts dans le domaine de la législation sur les droits de propriété attachés aux logiciels.

## Prises de position
À la suite de la directive du Parlement européen limitant la portée du droit des brevets le 24 septembre 2003, la FFII décrète une journée mondiale contre les brevets logiciels le 24 septembre.
L'association soutient par ailleurs une campagne pour stopper les brevets logiciels en Europe. Cette action vient compléter une campagne mondiale organisée par la fondation pour le logiciel libre.